# جبل عرباطة
جبل عُرْبَاطَة سلسلة جبلية تقع غرب مدينة قفصة، بين مدينتي القصر والسند. تمتد هذه السلسلة على مسافة 60 كم من الجنوب الغربي إلى الشمال الشرقي، وهي تتصل من الغرب بسلسلة جبل بورملي ومن الشرق بسلسلة جبل بوهدمة.
من المقرر أن تقام في جبل عرباطة محمية طبيعية تمسح 3000 هكتار.
جبل عرباطة هو أيضا أعلى قمة في هذه السلسلة بارتفاع 1165 م.
تمسح المحمية طبيعية 260 هكتار وتتكون من جزئين جزء أول توجد به حديقة للحيوانات تحتوي على العديد من أنواع الطيور والحيوانات الصحراوية. وجزء ثان يشكل احتياطيا مساحته 220 هكتار. 90 هكتار تمتد فيها أشجار الكلتوس إلى جانب محمية تعيش فيها الغزلان والنعام